# Битва при Хосрехе
Хосрехское сражение (лак. Хъусрахьсса талатаву) — сражение у села Хосрех между союзными войсками Кубинского хана  вторгнувшихся в Казикумухское ханство.

## Предыстория
«Желая обезопасить себя со стороны Южного Дагестана, Фатали-хан имел намерение свергнуть казикумухского Мухаммад-хана и сделать ханом Ильдар-бека», — отмечает Ф. З. Феодаев. В 1770 (1184 по хиджре) г. оба извечных врага гази-кумухского правителя заключив союз с Муртуз-Али шамхалом, акушинцами и цудахарцами, собирались напасть на Гази-Кумух, сообщает Али Каяев. Сообщение Каяева подтверждаются русскими источниками, показывающими, что с желанием возвратиться в Гази-Кумух с намерениями завладеть троном своих предков и взять правление ханством в свои руки Эльдар-бек не раставался никогда. Фатали-хан Кубинский предоставлял ему в Кубе большие возможности. Оба они плели планы для осуществеления этих претензий. Они укрепляли связи с дагестанскими правителями. Кизлярский комендант Н. А. Потапов зорко отслеживал передвижения дагестанских владельцев. Эндирейский правитель Темир, сын Хамзы, в своем послании от 10 сентября 1768 г., скрепленном восьмигранной печатью, извещает кизлярского коменданта (1763—1769) генерал-майора Н. А. Потапова о том, что Эльдар-бек прибыл с миссией из Кубы и «отправился в акушинскую деревню (то есть в Акуша), куда поехал тарковский шамхал Муртуз-Али, также живущие по сю сторону р. Куры народы». Эти феодалы «собрались и учинили присягу, чтоб ехать в Грузию», вероятно, для того, чтобы совершить набег. Набег, вероятно, имел целью обогащение грабежом грузинских жителей, но и тренировочные манёвры для разработки скоординированных действий. после возвращения оттуда Эльдар-бек будет утвержден в казикумухской деревне начальником. Вероятно, набег на Грузию не состоялся, скорее всего союзники распускали слухи о нападении на Грузию и делали вид, что собираются в Джарах. В следующем сообщении кизлярскому коменданту извещалось, что «буйнакский владелец Баммат поехал в Кубу, а шамхал Муртуз-Али, собрав всех акушинцев и даргинцев, намерен ехать в Джары, где набрав войска, владельца Эльдар-бека отправит в Тифлис, а потом, окончив сие дело, шамхал и кубинской хан возвратятся обратно». Сами же планировали напасть на Лакию, свернув с пути, ведущего в Джары, на Рича или Катрух, а оттуда свернуть на Лакию.

## Сражение
На Лакию же они напали, совершив обходной манёвр с юго-востока. Мухаммад-хана, вероятно, известили об этих планах его противников. Он двинулся навстречу. «Битва произошла при Хосрехе. Мухаммад-хан разгромил войска интервентов и вынудил отступить восвояси».